# José de Villaviciosa

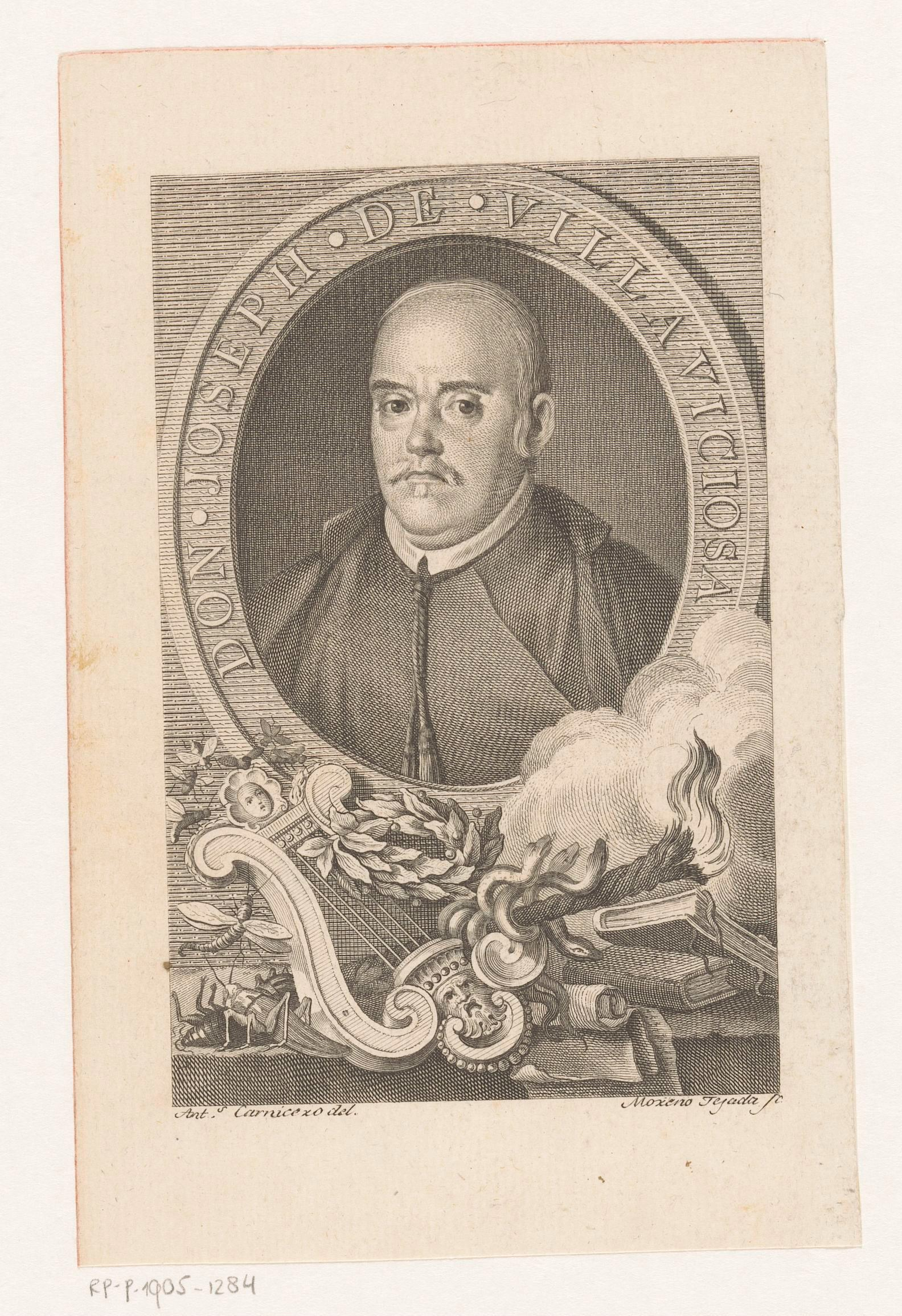
José de Villaviciosa

José de Villaviciosa, född 1589 i Sigüenza, död den 28 oktober 1658 i Cuenca, var en spansk skald. 
Villaviciosa blev inkvisitor efter att ha avlagt juris doktorsexamen och blivit prästvigd. Hans litterära bagage utgörs endast av den parodiska hjältedikten La mosquea (5 upplagor), som har till ämne en strid mellan myror och flugor, vilken skildras i tolv sånger. Dikten, som Villaviciosa skrev i sin ungdom, är en efterbildning efter Batrachomycomachia 
(striden mellan grodor och råttor) och anses som en av de bästa burleska dikterna på kastilianska. Dikten finns i Rivadeneiras Biblioteca de autores españoles, band 17. Villaviciosas namn är upptaget i Spanska akademiens Catálogo de autoridades de la lengua.